# Alžběta Lukrécie Těšínská
Alžběta Lukrécie (něm. Elisabeth Lukretia, pol. Elżbieta Lukrecja, 1. června 1599 – 19. května 1653) byla těšínská kněžna, poslední z rodu Piastovců.

## Život
Narodila se jako dcera knížete Adama Václava a Alběty Kurlandské. Roku 1610 společně s otcem přešla z luterské víry na víru katolickou. 
Roku 1617 její zemřel otec a o rok později byla proti své vůli provdána za knížete Gundakara z Lichtenštejna († 1658). Jejich manželství bylo nešťastné a od roku 1626 žili manželé ve formálním odloučení.
Když v roce 1625 nečekaně zemřel Alžbětin bratr, poslední těšínský Piastovec Fridrich Vilém, Alžběta Lukrécie se coby dědičná kněžna u císaře domáhala vlády nad Těšínskem a vedla s ním spory. Během její vlády v době třicetileté války bylo Těšínsko několikrát zpustošeno vojsky, což vedlo k hospodářskému úpadku země.
Vedle titulu kněžny těšínské jí náležel také titul princezna lichtenštejnská.

## Potomci
Alžbětě Lukrécii se ze svazku s Gundakarem z Lichtenštejna narodily tři děti. Krátce po narození nejmladšího syna se manželé rozešli.
- Marie Anna (13. srpna 1621 – 5. října 1655), ∞ 1652 hrabě Jindřich Vilém Šlik

Marie Anna se provdala proti otcově vůli za příslušníka českého šlechtického rodu, o osm let mladšího Jindřicha Viléma Šlika.
- Ferdinand Jan (27. prosince 1622 – 9. ledna 1666), ∞ 1650 Dorotea Anna, hraběnka z Lodronu
- Albert (8. března 1625 –1627)[3]

## Majetek

### Těšínské knížectví
Jako kněžna těšínská vlastnila vsi a panství v Těšínském knížectví. Po její smrti připadlo vše Koruně české, resp. na její nositele rod Habsburků jako uvolněné léno. Kněžna usilovala u císařského dvora o změnu dědického práva z mužské linie, také na ženskou, kdy by mohlo knížectví dědit i její dcera, nebo některá z případných vnuček. 
V roce 1639 vede spor o panství Orlová s Hedvikou ze Schaffhausenu. 

### Mince a mincovny
Za svého života usilovala o ražbu vlastních mincí. Ty byly raženy od roku 1638, se svolením císaře Ferdinanda III. Habsburského. Kdy na aversu byl císařský portrét s textem, a na reversu byl symbol Těšínska – orlice a popis. K ražbě došlo až v roce 1642 v Těšíně, kde se razilo do roku 1655. V roce 1643 pak ve Skočově (Skoczów, Polsko), kde se razilo do roku 1649.  Razily se menší mince – oboly, krejcary, a větší – tolary a jejich násobky., vč. dukátů.

### Movitá pozůstalost
Po její smrti byl proveden soupis jejího movitého majetku (zbrojnice, mešní výbava a oděvy). 
Vzhled osobní pečeti – ze dne 2. července 1646 na listině pro Smilovice, s textem: „Tomu na svědomí jsme k tomuto listu pečeť naši knížecí přivěsiti dáti a v něm se rukou naši vlastní knížecí podepsati ráčili.“ 

## Legenda
Bývá ztotožňována s tzv. „Černou kněžnou“ze slezských lidových pověstí.